# Клонирование ДНК
Клонирование ДНК (клонирование генов) — процесс выделения заданной последовательности ДНК и получения многих её копий in vitro. Клонирование ДНК часто применяют для амплификации фрагментов, содержащих гены, а также любые другие последовательности — например, промоторы, некодирующие последовательности, химически синтезированные олигонуклеотиды и случайные участки ДНК.

## Рестрикция — лигирование
В классических методиках рестрикции и лигирования, клонирование фрагмента ДНК включает четыре стадии: разрезание ДНК эндонуклеазами рестрикции, лигирование ДНК с вектором, трансфекция и последующий скрининг (отбор).

### Выделение вставки
Первоначально необходимо выделить участок ДНК для клонирования. Часто препарат ДНК для клонирования получают при помощи полимеразной цепной реакции, а также разрезания ДНК рестриктазами, обработкой ДНК ультразвуком, фракционированием при помощи агарозного электрофореза ДНК. Выделение вставки может быть сделано технологией клонирования шотган, комплементарной ДНК, искусственным химическим синтезом.

### Трансформация
После лигирования плазмидой трансформируют бактерии для наращивания. Бактерии далее выращивают на селективной среде для отбора колоний, содержащих встройку. Индивидуальные колонии отбирают и изучают на наличие встройки.

### Трансфекция
После лигирования реакционную смесь со встроенным в требуемой ориентации вектором помещают в клетки. В зависимости от типа клеток используют химическую сенситизацию клеток, электропорацию или генные пушки. Для химической сенситизации не требуется специальное оборудование. Электропорацию используют в случае необходимости высокой эффективности трансфекции. Генные пушки применяют в случае растительных клеток и тканей, так как клеточная стенка растений не дает чужеродной ДНК проникать в цитоплазму и ядро.

### Отбор
Получают культуры трансфицированных клеток. Так как описанные выше процедуры часто имеют низкую эффективность, требуются способы выявления клеток, содержащих требуемую вставку в правильной ориентации и отделение таких клеток от не содержащих вставки. Современные векторы для клонирования содержат селективные маркеры (как правило, гены устойчивости к антибиотикам) которые дают возможность расти только клеткам с правильной вставкой расти на селективной среде (с антибиотиком). Векторы для клонирования также часто содержат маркеры, обуславливающие окраску колоний, например при выращивании на среде, содержащей X-gal. Для точного подтверждения успешного клонирования, требуется проверка при помощи полимеразной цепной реакции (ПЦР), полиморфизма длин рестрикционных фрагментов (ПДРФ) или секвенирования ДНК.

### Генная терапия
Генная терапия подразумевает введение работающего гена в клетки, в которых он отсутствует, что приводит к излечению болезни, связанной с отсутствием или неправильным функционированием гена. Генную терапию классифицируют на две категории. В первом случае мутации содержатся в стволовых или половых клетках, тогда весь организм и все потомки имеют дефект. Во втором случае мутация возникает в соматических клетках, возможна пересадка модифицированных клеток или тканей. Клинические испытания генной терапии соматическими клетками начались в конце 1990-х, для лечения рака крови, печени и легких.